# すくすくパラダイス
『すくすくパラダイス』は竹書房刊行の育児漫画雑誌。略称は「すくパラ」。
2012年をもって発行を停止しとなり、2013年以降は、2011年から運営されていたウェブマガジン『すくすくパラダイスぷらす』に媒体を完全移行した。

## 概要
本誌は掲載漫画家本人の育児体験漫画や、人気育児ブログの漫画化、読者による日常の子供の投稿作品を漫画化したものを中心に構成されている。また、竹書房の各4コマ誌で連載されている子育て漫画のいくつかも再録されている。新作・再録とも大半が4コマ漫画であり、本誌は広い意味で実話系4コマ誌に含まれるといえる。
『すくすくパラダイス』の名称は、竹書房がかつてまんがライフオリジナル増刊号のシリーズとして『あにまるパラダイス』『学園パラダイス♥』などと共に用いており、実録・育児ものの特集号として2003年6月25日に「まんがライフオリジナル8.1増刊号すくすくパラダイス」として刊行されたものが最初の使用例である。この号のメイン企画は胡桃ちの二本立て（「うちの子に日々大爆SHOW」「大阪愛のたたき売り 育児編」）で、執筆陣の中には誌名復活後の中心となる松本ぷりっつの名もある。この後、2006年に誌名が復活するまでに続編はなかった。

## 来歴
第1号(Vol.1)は「本当にあったゆかいな話 10.12増刊号」として2006年9月12日に刊行され、その際にはamazonで雑誌TOP100の1位を記録した。同号の表紙は松本ぷりっつが担当し『うちの3姉妹』より長女フー、次女スー、三女チーのイラストが掲載。雑誌のロゴは「すくパラ」とのみ大きく書かれ、「すくすくパラダイスVol.1」と正式誌名及び号数が小さく添えられている。売価350円。
Vol.1での主な執筆陣は佐藤両々、重野なおき、おーはしるい、東條さち子、ミナティ、こぐま杏、宇仁田ゆみ、胡桃ちの、哉樹、しろくまかあさん、絵理すけ★、どんどんどんぐり、たかはまこ等で、本誌内で重野なおきが藤島じゅんと結婚し子供がいることを初告白したことが特筆される。
第2号(Vol.2)は「本当にあったゆかいな話DX 2.15増刊号」として2007年1月15日に刊行。雑誌のロゴは「すくすくパラダイス」に変更。その他、売価が380円に、中綴じから平綴じに変更。
第3号(Vol.3)は「本当にあったゆかいな話DX 5.14増刊号」として2007年4月14日に刊行。雑誌のロゴは「松本ぷりっつのすくすくパラダイス」に変更。その他、特別付録（今号は特製クリアファイル）付きとなり売価が580円に変更。
Vol.4より隔月刊（偶数月15日発売）となり、Vol.5より定価390円となる。
2011年9月30日より、ウェブ版『すくすくパラダイスぷらす』を配信開始。それに伴いVol.30より季刊となる。2012年12月15日発売のVol.34を最後に休刊した。2013年以降は『すくパラ倶楽部』内のコンテンツ『すくすくパラダイスぷらす』として継続中である。
掲載作品の単行本化は原則として書籍扱いとなり、（「バンブーコミックス」を冠さない）「すくパラセレクション」のレーベルで刊行される。

## 発行歴
- まんがライフオリジナル8.1増刊号すくすくパラダイス（2003年6月25日）

以後、シリーズ化
1. 本当にあったゆかいな話 10.12増刊号（2006年9月12日）
2. 本当にあったゆかいな話DX 2.15増刊号（2007年1月15日）
3. 本当にあったゆかいな話DX 5.14増刊号 特製クリアファイル付き（4月14日）※隔月刊化
4. 本当にあったゆかいな話DX 7.15増刊号 特製エコバッグ付き（6月15日）

以後も『本当にあったゆかいな話DX』→『本当にあった仰天スクープまんがズキュン!』→『本当にあったゆかいな話芸能ズキュン!』の奇数月増刊号扱いで、発行号前月の15日前後に発売される。